# Äntligen på väg (album av Ted Gärdestad)
Äntligen på väg är det sjunde och sista musikalbumet av Ted Gärdestad, utgivet 1994 på Polar.
Ted Gärdestad hade haft framgångar som musiker under 1970-talet, men hade bland annat gått med i sekten Bhagwanrörelsen och han led av psykisk ohälsa. Han hade inte gjort ett fullängdsalbum sedan 1981 med Stormvarning. Två samlingsalbum hade getts ut, ett i serien Spotlight på initiativ av Stikkan Andersson 1989 och Kalendarium 1972-1993. Ted Gärdestad hade då börjat komponera musik igen och det sistnämnda albumet innehöll den nyskrivna låten För kärlekens skull.
Skivbolaget påbörjade arbetet med en ny skiva med Ted Gärdestads musik och brodern Kenneth Gärdestads texter, men hans hälsa gjorde att inspelningarna var på väg att avbrytas. Bröderna hade ett par år tidigare träffat och återupptagit kontakten med Janne Schaffer och bad honom om hjälp. Han tog över produktionen, som ändå drog ut på tiden och skivbolaget ville avbryta arbetet. Janne Schaffer ville gärna avsluta arbetet så han fortsatte utan lön och tillät att Ted Gärdestad lade på ljudet hemma.
Skivan togs emot med positiva recensioner och beskrevs som en lyckad comeback. Den ledde till lite konserter och TV-framträdanden men det blev inga fler inspelningar innan Ted Gärdestad avslutade sitt liv sommaren 1997.

## Låtlista
| Nr           | Titel                                     | Längd |
| ------------ | ----------------------------------------- | ----- |
| 1.           | Ge en sol                                 | 2:58  |
| 2.           | Hon är kvinnan                            | 3:29  |
| 3.           | Om du ville ha mig                        | 3:49  |
| 4.           | Lyckliga dagar                            | 4:34  |
| 5.           | Hoppets eld                               | 2:50  |
| 6.           | Tid faller hårt (duett med Marie Bergman) | 4:42  |
| 7.           | Äntligen på väg                           | 2:37  |
| 8.           | I min radio                               | 2:39  |
| 9.           | Natt efter natt                           | 3:15  |
| 10.          | Jag bygger ett torn                       | 2:59  |
| 11.          | Champagnegatan                            | 4:25  |
| 12.          | Ruva min själ                             | 3:05  |
| 13.          | Kärleken är störst                        | 3:08  |
| 14.          | I den stora sorgens famn                  | 4:38  |
| Total längd: | Total längd:                              | 49:08 |

## Medverkande
- Ted Gärdestad - sång, piano
- Janne Schaffer - gitarrer, elektrisk sitar
- Staffan Astner - gitarrer
- Lasse Englund - gitarrer
- Leif Larsson - synthesizer, keyboards
- Peter Ljung - synthesizer, orgel, piano
- Backa Hans Ericsson - basgitarr
- Svante Henrysson - basgitarr
- Johan Granström - basgitarr
- Per Lindvall - trummor, slagverk
- Mats Persson - trummor, slagverk
- Björn J:son Lindh - piano
- Per "Ruskträsk" Johansson - altsaxofon
- David Wilczewski - tenorsaxofon
- Hans Arktoft - barytonsaxofon
- Leif Lindvall - trumpet
- Lennart Wijk - trumpet
- Olle Holmqvist - trombon
- Marie Bergman - sång
- Søs Fenger - bakgrundssång
- Gladys del Pilar - bakgrundssång
- Cai Högberg - bakgrundssång
- Magnus Rongedal - bakgrundssång
- Henrik Rongedal - bakgrundssång

## Listplaceringar
| Lista (1994-1995) | Topplacering |
| ----------------- | ------------ |
| Sverige           | 21           |